# نافير
نافير (هانغل: 네이버) هي منصة كورية جنوبية على الإنترنت تديرها شركة نافير. ظهرت لأول مرة في عام 1999 كأول بوابة ويب في كوريا الجنوبية لتطوير واستخدام محرك البحث الخاص بها. كما كانت أول مشغل في العالم يقدم ميزة البحث الشامل، والتي تجمع نتائج البحث من مختلف الفئات وتقدمها في صفحة واحدة. أضافت نافير منذ ذلك الحين العديد من الخدمات الجديدة التي تتراوح من الميزات الأساسية مثل البريد الإلكتروني والأخبار إلى أول منصة للأسئلة والأجوبة عبر الإنترنت في العالم يعرف ب«نولج ان».
اعتبارًا من سبتمبر 2017، تعامل محرك البحث مع 74.7٪ من جميع عمليات البحث على الويب في كوريا الجنوبية وكان لديه 42 مليون مستخدم مسجل. أكثر من 25 مليون كوري جنوبي يستخدمون نافير كصفحة البداية في متصفحهم الافتراضي، ويستقبل تطبيق الهاتف المحمول 28 مليون زائر يوميًا. يُشار إلى موقع نافير أيضًا باسم «غوغل كوريا الجنوبية».

## التاريخ
تم إنشاء «نافير» في يونيو 1999 كأول موقع إلكتروني لبوابة إلكترونية في كوريا الجنوبية مع محرك بحث تم تطويره ذاتيًا. في أغسطس 2000، بدأت نافير خدمة «البحث الشامل»، والتي تتيح للمستخدمين الحصول على مجموعة متنوعة من النتائج من استعلام بحث على صفحة واحدة، مرتبة حسب النوع، بما في ذلك المدونات، والمواقع الإلكترونية، والصور، والمقاهي، وما إلى ذلك. قام موقع نافير بتوفير تلك الخدمة منذ خمس سنوات مما يعني قبل أن تطلق غوغل نفس الخدمة المشابه «البحث الشامل».
في الأيام الأولى لعملية نافير، كان هناك ندرة نسبية في صفحات الويب المتاحة باللغة الكورية. لملء هذا الفراغ، أنشئت نافير خدمة «نولجز ان (هانغل: 네이버 지식인)» في عام 2002. في نولجز ان، يمكن للمستخدمين طرح أسئلة حول أي موضوع والاختيار من بين الإجابات المقدمة من قبل مستخدمين آخرين، يتم منح نقاط للمستخدمين الذين يقدمون أفضل الإجابات. تم إطلاق نولجز ان قبل ثلاث سنوات من إطلاق خدمة موقع ياهو! التي تدعى «أجوبة ياهو!» وهي ايضًا خدمة للإجابات، وتمتلك الآن قاعدة بيانات تضم أكثر من 200 مليون إجابة.
على مر السنين، واصلت نافير توسيع خدماتها. أطلقت خدمة الويب المصورة ويبتون في 2004 وخدمة المدونات الشخصية في 2005. من 2005 إلى 2007، وسعت نافير خدمات بحث الوسائط المتعددة، بما في ذلك البحث عن الموسيقى والفيديو وكذلك البحث على الهواتف المحمولة.

## جونيور نافير
جونيور نافير (هانغل: 쥬니어 네이버)، والمعروف أيضًا باسم جونيفور (هانغل: 쥬니버)، هو موقع ويب بوابة للأطفال يعتبر مشابه لـ ياهو! كيدز. يقدم جونيور نافير خدمات مثل الصور الرمزية والمحتوى التعليمي والاختبارات ومقاطع الفيديو والأسئلة والأجوبة ومساعد الواجبات المنزلية. يستخدم جونيور نافير لجنة من الخبراء والمعلمين لتصفية المحتوى الضار من أجل ضمان بيئة إنترنت آمنة للأطفال. منذ أن تم إغلاق منافسيها دوم كيدز وياهو! كيدز، فإن جونيور نافير هو موقع بوابة الأطفال الوحيد الذي يعمل في كوريا الجنوبية.

## نافير ويبتون
يعد نافير ويبتون (هانغل: 네이버 웹툰)، الذي أصبح لاحقًا بأسم ويبتون، عبارة عن منصة ويب كومكس حيث يمكن للمستخدمين الوصول مجانًا إلى مجموعة متنوعة من الويبتونز التي أنشأها فنانون محترفون. يمكن للمستخدمين أيضًا الدفع للناشرين لعرض الكتب المصورة ومحتويات النوع الأدبي عبر الإنترنت. قامت نافير بدمج قسم «التحدي» الذي يسمح للمستخدمين بنشر أعمالهم الخاصة والترويج لها. في هذه الأيام، هناك العديد من الدراما الكورية الجنوبية التي تكون مبنى نفس الويبتونز تلك.

## نافير كافية
نافير كافية أو مقهى نافير (هانغل: 네이버 카페) هي خدمة تتيح لمستخدمي نافير إنشاء مجتمعات الإنترنت الخاصة بهم. كان هناك 10.5 مليون مقهى يعمل اعتبارًا من مايو 2017.

## مدونة نافير
بدأت مدونة نافير (هانغل: 네이버 블로그) بأسم "paper" (ورقة) في يونيو 2003، وتغيرت إلى أسم "blog" (مدونة) في أكتوبر 2003. كان لديها 23 مليون مستخدم اعتبارًا من أبريل 2016. مستخدمون مدونة نافير يعملون كمؤثرين من خلال كتابة مراجعاتهم الخاصة حول المنتجات أو الأماكن.

## نافير تي في
نافير تي في (المعروفة سابقًا باسم نافير تي في كاست) هي شبكة بث على الويب توفر بشكل أساسي دراما الويب التي تكون من توزيع منصة نافير.

## نولج ان
نولج ان (هانغل: 지식iN)، المعروفة سابقًا بـ نولج سيرش (هانغل: 지식검색)، هي عبارة عن منصة أسئلة وأجوبة عبر الإنترنت تم إطلاقها في أكتوبر 2002. تتيح للمستخدمين طرح أي سؤال وتلقي الإجابات من المستخدمين الآخرين. كانت خدمة نولج ان مثالًا كبيراً على تسخير المحتوى الذي ينشئه المستخدم لتوسيع كمية المعلومات المتاحة على الويب، لا سيما باللغة الكورية. استشهد برادلي هوروويتز، نائب الرئيس السابق لاستراتيجية المنتجات في موقع ياهو!، نولج ان كمصدر إلهام لـ أجوبة ياهو!، والتي تم إطلاقها بعد ثلاث سنوات من تقديم نافير للخدمة الأصلية.

## موسوعة نافير
تتكون موسوعة نافر من قاعدة بيانات احترافية تضم أكثر من 3 ملايين مدخل من العديد من الموسوعات المختلفة. أكثر من 1000 خبير في الفيزياء والغذاء والأفلام ومجالات أخرى ينتجون 45 نوعًا من المحتوى المتخصص في موسوعة معرفة نافير، ويتم تجميع 50000 كلمة رئيسية. تتعامل موسوعة نافير أيضًا مع أكثر من 100 مؤسسة عامة وتلقت أكثر من 900 نوع من قواعد البيانات.

## بريزم لايف أستديو
بريزم لايف أستديو (هانغل: 프리즘 라이브 스튜디오) هو تطبيق بث مباشر لكل من الهاتف المحمول والكمبيوتر الشخصي. يمكن لأجهزة البث ان تبث في وقت واحد إلى منصات متعددة، والمعروفة أيضًا باسم «البث المتزامن»، أثناء استخدام ما يصل إلى 1080 بكسل عالي الدقة دون زيادة استخدام الشبكة. تشمل المنصات المدعومة قنوات يوتيوب وفيسبوك وتويتش وبريسكوب وفي لايف ونافير تي في وأفرييكا تي في و كاكاو تي في و RTMP. يمكن أيضًا استخدام التطبيق لأغراض تحرير الفيديو.

## روابط خارجية
- الموقع الرسمي